# Тюньи-э-Пон
Тюньи́-э-Пон (фр. Tugny-et-Pont) — коммуна во Франции, находится в регионе Пикардия. Департамент коммуны — Эна. Входит в состав кантона Рибмон. Округ коммуны — Сен-Кантен.
Код INSEE коммуны — 02752.

## Население
Население коммуны на 2010 год составляло 281 человек.
| 1962 | 1968 | 1975 | 1982 | 1990 | 1999 | 2010 |
| ---- | ---- | ---- | ---- | ---- | ---- | ---- |
| 306  | 263  | 259  | 251  | 288  | 268  | 281  |

## Экономика
В 2010 году среди 178 человек трудоспособного возраста (15—64 лет) 119 были экономически активными, 59 — неактивными (показатель активности — 66,9 %, в 1999 году было 59,1 %). Из 119 активных жителей работали 106 человек (63 мужчины и 43 женщины), безработных было 13 (8 мужчин и 5 женщин). Среди 59 неактивных 15 человек были учениками или студентами, 17 — пенсионерами, 27 были неактивными по другим причинам.